# جيمس بيريرا
جيمس بيريرا (17 يوليو 1983 - ) هو ملاكم برازيلي، صنّف ضمن فئة وزن الذبابة.